# Весёлоярск
Веселоярск — село в Рубцовском районе Алтайского края. Административный центр Весёлоярского сельсовета.

## История
Основано в 1887 году. В 1928 году село Весёлоярское состояло из 900 хозяйств, основное население — украинцы. Центр Весёлоярского сельсовета Рубцовского района Рубцовского округа Сибирского края. В 2008 году в селе была построена Церковь Иоанна Богослова, которую в 2013 году освятил викарий Барнаульской епархии епископ Роман Рубцовский. В Весёлоярске находится пограничный пункт пропуска в Республику Казахстан Весёлоярск - Красный Аул.

## Транспорт
Федеральная автодорога А-322, Барнаул-Рубцовск — граница с Республикой Казахстан-Семипалатинск. В селе расположены железнодорожная станция Локоть, принадлежащая КЖД, международный автомобильный пункт пропуска, таможенно логистический терминал и склады временного хранения.

## Население
| 1926  | 1959  | 1979  | 1997  | 1998  | 1999  | 2000  | 2001  | 2002  |
| ----- | ----- | ----- | ----- | ----- | ----- | ----- | ----- | ----- |
| 5120  | ↘3822 | ↗5590 | ↘5325 | ↗5374 | ↗5441 | ↘5427 | ↘5368 | ↘5353 |
| 2003  | 2004  | 2005  | 2006  | 2007  | 2008  | 2009  | 2010  | 2011  |
| ↘5257 | ↘5228 | ↘5183 | ↗5246 | ↗5289 | ↗5300 | ↘5102 | ↘4799 | ↘4782 |
| 2012  | 2013  | 2021  |       |       |       |       |       |       |
| ↗4828 | ↗4940 | ↘4198 |       |       |       |       |       |       |

В настоящее время, в связи с ликвидацией местных предприятий, наблюдается некоторый отток населения из Весёлоярска в другие регионы страны.

## Люди, связанные с селом
В Весёлоярске жили Герои Советского Союза И. П. Зима и П. С. Пивень; Герой Российской Федерации С. А. Шрайнер; известный краевед и журналист Рубцовского района И. Д. Печерин; писатель-прозаик и один из организаторов российского движения в защиту жизни В. С. Кушнерик.